# My Girlfriend is Shobitch
My Girlfriend is Shobitch (яп. 僕の彼女がマジメ過ぎる処女ビッチな件, Boku no Kanojo ga Majime Sugiru Shojo Bicchi na Ken, укр. Моя дівчина невинна, але справжня розпусниця) — манґа, написана та проілюстрована Наміру Мацумото. Онлайн-видання було випущено сервісом Niconico Seiga з липня 2015 року до вересня 2019. Адаптація аніме-серіалу була здійснена студіями Diomedéa та Studio Blanc з траснляцією від 12 жовтня до 13 грудня 2017 року.

## Опис
«Безнадійний» хлопчина, якому бувально не було що втрачати, страшокласник Харука Шинозакі зізнається в коханні вродливій та зразковій старостині класу Акіхо Косаці, але на його превелике здивування. вона погоджується. Одного лишень не зна' Харука: що його зовні порядна та зовні глибоко культурна дівчина насправді має дуже велику цікавість щодо сексуальних практик та серйозно і з відповідальністю підходить до всього, що з цим по'язано.

## Персонажі
- Харука Шинозакі (яп. 篠崎 遥, Shinozaki Haruka) — сором'язливий та галантний хлопець, старшокласник на другому році старшої школи. Має певну популярність серед дівчат, що живуть по сусідству, але через відсутність знань, або нестачу інтересу просто не денонструє жодних романтичних нахилів. Незважаючи на те, що він має сексуальні фантазії, він занадто сором'язливий, що висловити їх вголос. Кохає Акіхо Косаку з першого року старшої школи, але вступивши з нею у стосунки дізнається про неї певні речі, до яких йому ще досі не вдалося призвичаїтися.
- Акіхо Косака (яп. 香坂 秋穂, Kosaka Akiho) — зразкова та надзвичайно вродлива школярка другого курсу старшої школи. Має велику популярність серед дівчат класу та є об'єктом романтичного інтересу Харуки Шинозакі. Незважаючи на популярність. не має жодного досвіду романтичних чи сексуальних стосунків, через що у свою чергу схильна до скрупульозного аналізу своїх дій у стосунках з Харукою. Вона має властивість прямого висловлення намірів щодо інтимних стосунків, рису, яка була закарбована в її характер її мамою.

- Шизуку Аріяма (яп. 有山 雫, Ariyama Shizuku) — енергійна студентка третього курсу старшої школи та подруга дитинства Харуки Шинозакі. Все життя Харука розглядав її майже як власну молодшу сестру і звертався до неї відповідно. Однак останнім часом почала проявляти романтичну зацікавленість щодо Харуки та відпускати певні грайливі та відверті натяки до Харуки. хоча коли щось більш серйозне між ними має шанс на здійснення, вона зазвичай дуже розгублюється та втрачає ініціативу.
- Ріна Сайджо (яп. 西城 梨奈, Saijō Rina) — харизматична з заможної родини, яка перейшла в школу до Шинозакі в пошуках кавалера. Як і Акіхо. вона є вельми відкритою щодо сексуальних бажань. але оскільки раніше вона вчилася в школі, де були лише дівчата, вона має практично нульовий досвід романтичної взаємодії з хлопцями. Має двох собака Батера та Маргарина, до яких ставиться з дбайливістю як до людей.
- Каната Шинозакі (яп. 篠崎 奏多, Shinozaki Kanata) — молодша на рік сестра Харуки Шинозакі, яка взала собі за звичку наслідувати поведінку кота. Її рідко мжна побачити без «кошачого» худі з вушками на голові. Дуже прив'язано до старшого брата та вважає себе єдиною, хто має право бути його дівчиною. Улюблене її заняття — давати братові пестити її вушка.
- Саорі Іґараші (яп. 五十嵐沙織, Igarashi Saori) — однокласниця Харуки та Акіхо та президент класу. Має надзичайно мораліську особистість, що виливається в неконтрольований гнів з її боку, якщо десь викидається певна витівка.
- Сайо Шизуморі (яп. 静森早夜, Suzumori Sayo) — дівчина з хвостиком перед очима. Коли йдеться про романтику, вона є дуже сором'язливою, але полюбляє підглядати за парочками та потайки фантазувати про любов.
- Місакі Аікава (яп. 愛川美咲, Aikawa Misaki) — Місакі — однокласниця та подруга Канати, що працює в магазині морозива на півставки. Так само як і Акіхо, полюбляє асоціювати різномантіні ситуації через сексуальну призму, але на відміну від Акіхо, дуже соромиться своїх інтимних фантазій.
- Сейя Хошикава (яп. 星川 聖夜, Hoshikawa Seiya) — шарненький односкласник Харуки, що насолоджується увагою всіх дівчат в школі. Однак його цікавлять лише романтичні стосунки з іншими хлопцями, особливо з Харукою, який, на жаль, не в змозі розгледіти всю глибину його натяків.
- Ічика Оморі (яп. 大森一華, Omori Ichika) — вчителька Харуки та Акіхо з фізкультури і, разом з тим, колишня однокласниця Аоі Кошимізу та її подруга.
- Аоі Кошимізу (яп. 小清水葵, Koshimizu Aoi) — одна з вчительок та медсетра школи, в якій навчається Харука. Має вельми розпусний характер і надовго залишається в медпункті після закінчення своєї зміни, щоб поприймати та «порозважатися» з хлопцями-відвідувачами.
- Фуюмі Косака (яп. 香坂 冬美, Kosaka Fuyumi) — матір Акіхо Косаки, яка дуже схожа на неї, як зовнішністю, так і поведінкою. Саме вона виховала в Акіхо цікаовість до розпусних речей та відвертість в питаннях близькості та інтиму.
- Нацуо Косака (яп. 香坂 夏雄, Kosaka Natsuo) — батько Акіхо Косаки, який незважаючи на довгі роки. проведені в шлюбі так і не звик повністю до дивакуватих рис своєї дружини.

## Медіа

### Манґа
| № | Дата виходу     | ISBN                                               |
| - | --------------- | -------------------------------------------------- |
| 1 | 9 квітня 2016   | ISBN 978-4-0410-4146-8                             |
| 2 | 26 жовтня 2016  | ISBN 978-4-0410-4874-0                             |
| 3 | 25 березня 2017 | ISBN 978-4-0410-5550-2                             |
| 4 | 10 серпня 2017  | ISBN 978-4-0410-5985-2                             |
| 5 | 10 жовтня 2017  | ISBN 978-4-0410-5986-9                             |
| 6 | 26 травня 2018  | ISBN 978-4-04-106421-4 ISBN 978-4-04-106422-1 (ЛВ) |
| 7 | 10 січня 2019   | ISBN 978-4-04-107714-6                             |
| 8 | 10 грудня 2019  | ISBN 978-4-04-108098-6                             |

### Аніме
| Еп. | Назва | Дата виходу японською |
| --- | --- | --------------------- |
| 1   | «No, Don't Open It So Wide Please...» «Ya, Sonna ni Hirogenaide Kudasai...»(やっ、そんなに広げないで下さい…) | 12 жовтня 2017        |
| 2   | «"Just Whip it Out Now!" ...Can I say that?» «'Sonomama Dashite!' ...tte Ieba Ii no?» (「そのまま出して!」 …って言えばいいの?) | 19 жовтня 2017        |
| 3   | «Ah, This is My First Time Having Two at Once...» «N, Nihon Dōji wa Hajimete...desu.»(んっ、二本同時は初めて…です。) | 26 жовтня 2017        |
| 4   | «S-So This is How it Goes, Huh....» «Ko, Konna Fū ni Narun desu no ne...»(こ、こんな風になるんですのね…。) | 2 листопада 2017      |
| 5   | «It Tore... What do I do?!» «Yabure te tatte? dō shiyo!?»(破れてたって… どうしよう!?) | 9 листопада 2017      |
| 6   | «D-Don't Show This to Anyone Else, Okay?» «Ho, Hoka no Hito ni wa Misenai de ne?»(ほ、他の人には見せないでね?) | 16 листопада 2017     |
| 7   | «Jeez...I Can't Get My Mind Off of It..» «Mō...Nanimo Kangaerarenai...»(もう…何も考えられない…) | 23 листопада 2017     |
| 8   | «I-I'm Not Saying You Can Take It That Far!» «So, Soko Made Shite Ii Nante Ittenai!»(そ、そこまでしていいなんて言ってないっ!) | 30 листопада 2017     |
| 9   | «I Told You, Not So Suddenly!!» «Ikinari wa Dame tte Itta no niii!!»(いきなりはダメって言ったのにぃぃ!!) | 6 грудня 2017         |
| 10  | «I Can't... Take It... Any Longer!» «Mō, Gaman Deki, masen!»(もう、我慢でき、ませんっ!) | 13 грудня 2017        |
| OVA | «What If Akiho and Shinozaki are Stuck in a Room Where They Can't Get Out Unless They Have Sex» «Moshi Akiho to Shinozaki ga Se*kusu Shinai to Derenai Heya ni Tojikomeraretara»(もし篠崎と秋穂がセ○クスしないと出れない部屋に閉じ込められたら) | 26 березня 2018       |

## Нотатки
1. ↑  Англійські назви серій взяті з Anime Strike.